# Agfa
Agfa (forkortelse for Aktiengesellschaft für Anilinfabrikation, i dag egentlig Agfa-Gevaert N.V.) er en belgisk koncern med tyske rødder. Selskabet var i mange tiår af de største producenter af fotografisk film og laboratorieudstyr, men solgte filmproduktionen fra i 2004.
Agfa blev grundlagt af Paul Mendelssohn-Bartholdy (søn af Felix Mendelssohn Bartholdy) og Carl Alexander von Martius i 1867.
Fra 1925 samarbejdede Agfa med BASF og Bayer og indgik i IG Farben. Selskabet købte det belgiske Gevaert Photo-Producten i 1964. Koncernens hovedkontor er i dag i Mortsel i Belgien.